# Musselburgh

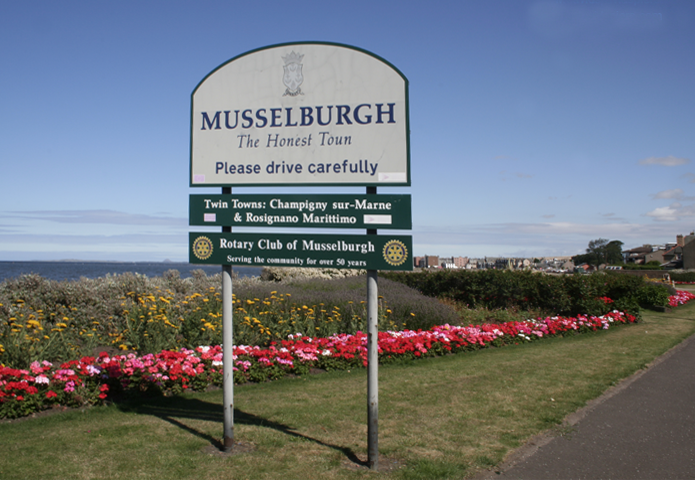
Reklam vid stadsgränsen

Musselburgh är en stad i East Lothian, Skottland. Staden hade 21 840 invånare år 2006 och är en förort till Edinburgh, som är belägen strax väster om staden. Musselburgh ligger på floden Firth of Forths strand, och är en stark kandidat till titeln Skottlands äldsta stad. Staden bebyggdes ursprungligen av romare efter deras invasion av Skottland år 80. De byggde ett befästningsverk en bit inåt landet från floden Esks mynning, och byggde en bro över floden. Därmed skapade de den huvudsakliga rutt varmed man når Skottlands huvudstad österifrån, som skulle komma att användas de närmsta tvåtusen åren.
Den bro som byggdes av romarna återbyggdes på samma fundament någon gång före år 1300. 1597 byggdes den återigen upp på nytt. Denna gång lades ett tredje valv till på flodens östra sida. Den gamla bron är även känd som romarbron, och är idag en gångbro. Norr om denna bro finns nya bron, som byggdes 1806 och breddades väsentligt 1925.
Staden är känd för sin hästtävlingsbana, sin golfbana Musselburgh Links, som tidigare varit värd för The Open Championship, en privat internatskola, samt en av landets äldsta gymnasieskolor.

## Golfbanan
Musselburgh Links är en av världens äldsta golfbanor. Det hävdas att den är den golfbana som varit i oavbruten användning längst. Det finns dokumenterade bevis för att golf spelades vid linksbanan 1672, och det sägs att Maria Stuart spelade där redan 1567. Ursprungligen hade banan 7 hål. Ett åttonde lades till 1838 och ett nionde 1870.
Under 1870- och 1880-talet spelades The Open Championship på Musselburgh Links jämte banorna Prestwick och Old Course. Den valdes ut eftersom den användes av prestigefyllda golfklubben The Honourable Company of Edinburgh Golfers, och arrangerade totalt sex stycken sådana tävlingar mellan 1874 och 1889. När golkklubben byggde en egen privat golfklubb vid Muirfield försvann Musselburgh från listan. Dock stannade banan kvar i golfens historia, då hålbredden standardiserats efter den bredd som användes på Musselburgh.
Musselburgh Links ägs idag av grevskapet East Lothian. Banan har nio hål, och är par 34.